# 山形中央インターチェンジ
山形中央インターチェンジ（やまがたちゅうおうインターチェンジ）は、山形県山形市にある東北中央自動車道のインターチェンジである。山形市街地の西部に位置する。

## 歴史

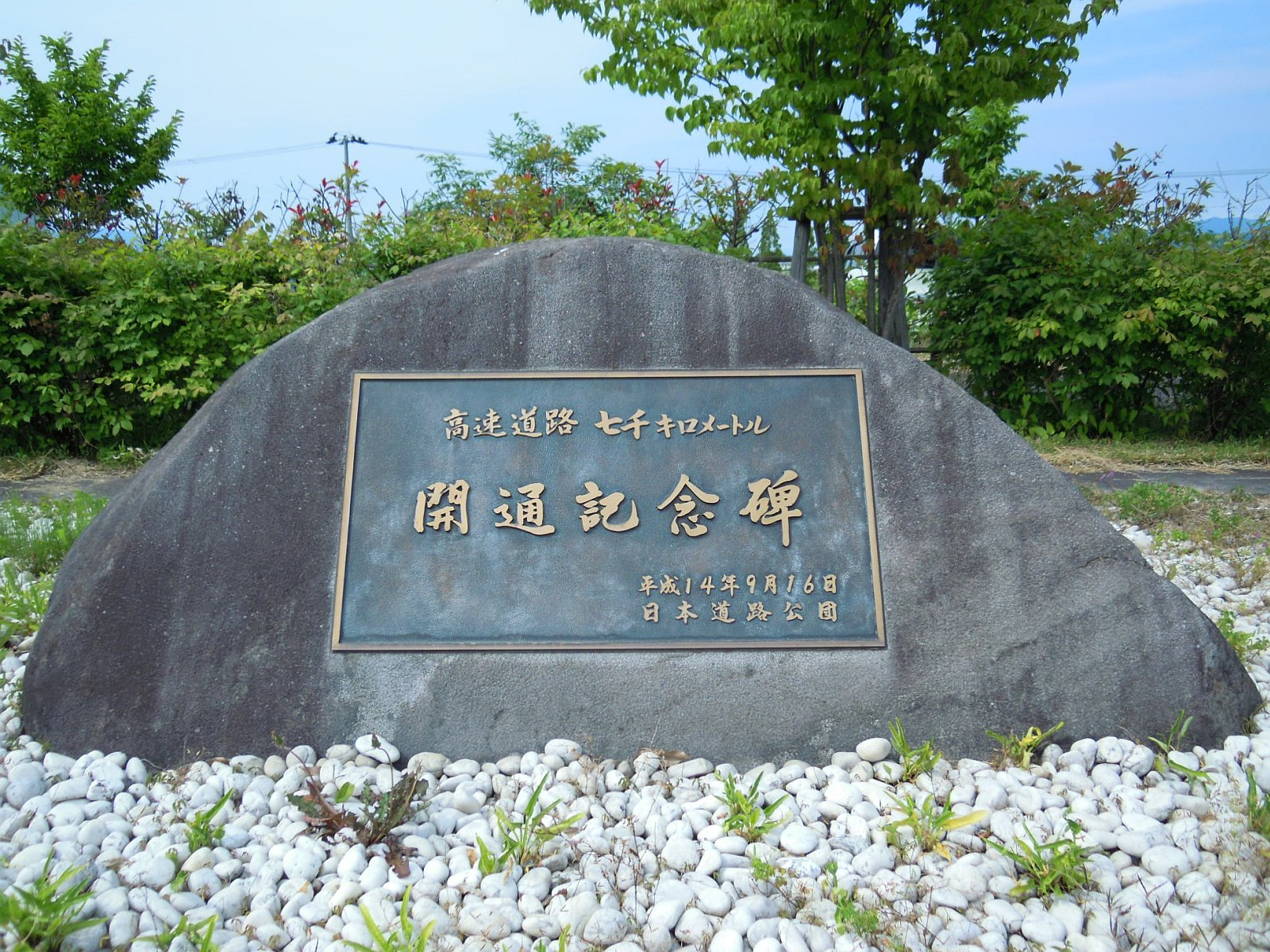
山形中央インターチェンジ料金所横にある記念碑

- 2002年（平成14年）9月16日：山形上山IC - 東根IC間開通に伴い、供用開始[1]。

### 高速道路開通7,000 km記念碑
山形上山ICから東根ICが開通した2002年9月16日、高知自動車道の伊野ICから須崎東ICまでの23.9 kmも開通を迎えた。これらの開通により、日本の高速自動車国道の開通延長が7,000 kmを超えたことを記念し、山形中央IC料金所建物の横には記念碑が設けられている。

## 周辺
- 山形市西消防署
- 第一貨物山形支店
- 稲荷神社

## 接続する道路
- 直接接続
  - 山形県道18号山形朝日線

## 料金所
- ブース数：5

### 入口
- ブース数：2
  - ETC専用：1
  - 一般：1

### 出口
- ブース数：3
  - ETC専用：1
  - 一般：2

## 隣
E13 東北中央自動車道
(13) 山形上山IC - (13-1) 山形PA/SIC - (14) 山形中央IC - (15) 山形JCT - 天童南SIC（事業中） - (16) 天童IC